# نیام تهیگاهی
نیام تهیگاهی (انگلیسی: Iliac fascia) نیامی است که روی ماهیچه تهیگاهی را می‌پوشاند.
نیام تهیگاهی در بالا و جانبی به سمت داخلی ستیغ تهیگاهی متصل است. در پایین و جانبی به ران امتداد می‌یابد و با پوشش رانی پیوند می‌یابد. در بخش میانی به پریوست استخوان تهیگاهی و برجستگی تهیگاهی‌شرمگاهی نزدیک خط انتهایی متصل شده و با نیام مازویی (فاسیای پسواس) و لایه قدامی نیام سینه‌ای‌کمری در بالای ماهیچه چهارگوش کمری ترکیب می‌شود.
این نیام روی عصب رانی و عصب پوستی خارجی ران قرار دارد.

## ساختار
نیام تهیگاهی دارای اتصالات زیر است:
- جانبی: به کل طول لبه داخلی ستیغ تهیگاهی.
- میانی: به خط انتهایی حفره لگنی، جایی که با پریوست استخوان پیوسته می‌شود.

در برجستگی تهیگاهی‌شرمگاهی، نیام تهیگاهی تاندون انتهایی ماهیچه پسواس کوچک را، در صورتی که این ماهیچه وجود داشته باشد، دریافت می‌کند.
در کنار جانبی رگ‌های رانی، نیام تهیگاهی به حاشیه پشتی رباط کشاله ران متصل می‌شود و با نیام عرضی پیوسته می‌شود.
نیام تهیگاهی در کنار جانبی رگ‌های رانی به صورت نواری به سمت عقب و میانی از رباط کشاله ران امتداد می‌یابد و نیام تهیگاهی‌شرمگاهی را تشکیل می‌دهد که به برجستگی تهیگاهی‌شرمگاهی متصل می‌شود.
این نیام فضای بین رباط کشاله ران و استخوان ران را به دو بخش یا حفره تقسیم می‌کند:
- حفره عروقی میانی، که رگ‌های رانی از آن عبور می‌کنند.
- حفره ماهیچه‌ای جانبی، که ماهیچه مازویی (پسواس) بزرگ، ماهیچه تهیگاهی، و عصب رانی از آن عبور می‌کنند.

در بخش میانی رگ‌ها، نیام تهیگاهی به خط پکتینال (شرمگاهی) در پشت تاندون مشترک متصل می‌شود، جایی که دوباره با نیام عرضی پیوسته می‌شود.

## همچنین ببینید
- بلوک نیام تهیگاهی